# CDMA
Code Division Multiple Access (ibland kallat "kodåtskillnad" på svenska) är en av tre grundtekniker för att dela en resurs inom telekommunikation. I ren CDMA används varken tidsdelning (se TDMA) eller frekvensdelning (FDMA), utan kanalerna kan användas oberoende av varandra både i tid och frekvens. Separationen mellan kanalerna sker antingen via frekvenshopp (FH-CDMA) eller via ren multiplikation med en kodsekvens (Direct Sequence CDMA, DS-CDMA). 
Kodsekvensen som används i fallet DS-CDMA består av ett antal chip. Antalet chip per sekund kallas chiptakten och är lika med eller högre än bittakten man önskar sända informationen med. Före sändning multipliceras varje bit med kodsekvensen. I tidsdomänen leder detta till att varje bit splittras upp i lika många delar som kvoten mellan chiptakt och bittakt, och i frekvensdomänen att signalen får en bandbredd ungefär lika med chiptakten (givet att chiptakten är väsentligt större än bittakten). Spridningen i frekvensdomän är ett resultat av att multiplikation i tidsdomän motsvaras av faltning i frekvensdomän. Kvoten mellan chiptakt och bittakt är en viktig del av DS-CDMA och kallas spridningsfaktor, SF, (eller processing gain på engelska). 
Om man med signalkvaliteten menar signal-brusförhållandet, kan en mottagare, som känner kodsekvensen, efter avkodning uppnå en signalkvalitet som är en faktor SF högre än kvaliteten på den råa signalen.

## Exempel på användningsområden
- DS-CDMA används, åtminstone tidigare, mycket inom militären då spridningen som utförs av sändaren innebär att det är svårt att upptäcka en utsänd signal i brus. Då en mottagare som känner kodsekvensen kan höja signalkvaliteten med en faktor SF, kan man använda en låg signalkvalitet på den utsända signalen. Ett annat sätt att se det är att signalen har spridits ut på ett större frekvensområde (bandbredd), varför en fientlig mottagare (som inte känner kodsekvensen) måste avlyssna ett stort frekvensområde och därmed upplever mycket brus.[1]

- DS-CDMA används även inom civil telekommunikation, så som satellitkommunikation och mobiltelefoni. Exempel på mobiltelefonisystem som använder CDMA är WCDMA och CDMA2000.

- FH-CDMA används i Bluetooth, vilket är ett kommunikationsprotokoll för trådlös överföring mellan fristående enheter med ett mindre fysiskt avstånd mellan sig.

- CDMA används inom GPS-systemet, för kommunikation mellan satellit och mottagare.[2]